# Stenostreptus hassleri
Stenostreptus hassleri är en mångfotingart som beskrevs av Carl 1917. Stenostreptus hassleri ingår i släktet Stenostreptus och familjen Spirostreptidae. Inga underarter finns listade i Catalogue of Life.